# 근 찾기 알고리즘
수학 및 컴퓨팅에서 특히 수치해석학에서 근 찾기 알고리즘은 다항식 또는 연립방정식 또는 고차방정식의 해를 찾는 알고리즘이다. 이러한 알고리즘을 통해 얻을수있는 해는 다항식이나 방정식의 실제적인 해의 근사값이며 이를 근사해라고 한다.
실수에서 실수로 또는 복소수에서 복소수로의 함수 f의 근, 즉 f(x) = 0이되는 해에 근사한 값이다.
일반적으로 고차방정식의 근은 정확하게 계산될 수 없으므로 폐구간에서 근 찾기 알고리즘은 부동소수점 수 또는 좁혀진 구간에서 표현된 해로서 오차 추정이 가능한 근사해를 제공하는 유용한 방법이다. 

## 근사해를 찾는 알고리즘
- 이분법
- 할선법
- 브렌트-데커 방법
- 뉴턴 방법
- 베어스토우 방법
- 비르제-비에트 방법
- 루피니-호너 방법

## 같이 보기
- 근사 알고리즘

## 참고
- Birge-Vieta method
- 비선형방정식의 근